# Matthew Shija
Matthew Shija (* 17. April 1924 in Puge, Tabora, Tanganjika; † 9. Dezember 2015) war ein tansanischer Geistlicher und römisch-katholischer Bischof von Kahama. 

## Leben
Matthew Shija empfing am 17. Januar 1954 die Priesterweihe.
Papst Johannes Paul II. ernannte ihn am 11. November 1983 zum ersten Bischof des mit gleichem Datum errichteten Bistums Kahama. Der Erzbischof von Daressalam Laurean Kardinal Rugambwa spendete ihm am 26. Februar des nächsten Jahres die Bischofsweihe; Mitkonsekratoren waren Alphonse Daniel Nsabi, Bischof von Kigoma, und Castor Sekwa, Bischof von Shinyanga. 
Am 24. April 2001 nahm Papst Johannes Paul II. seinen altersbedingten Rücktritt an.